# Субмініатюрна фотокамера

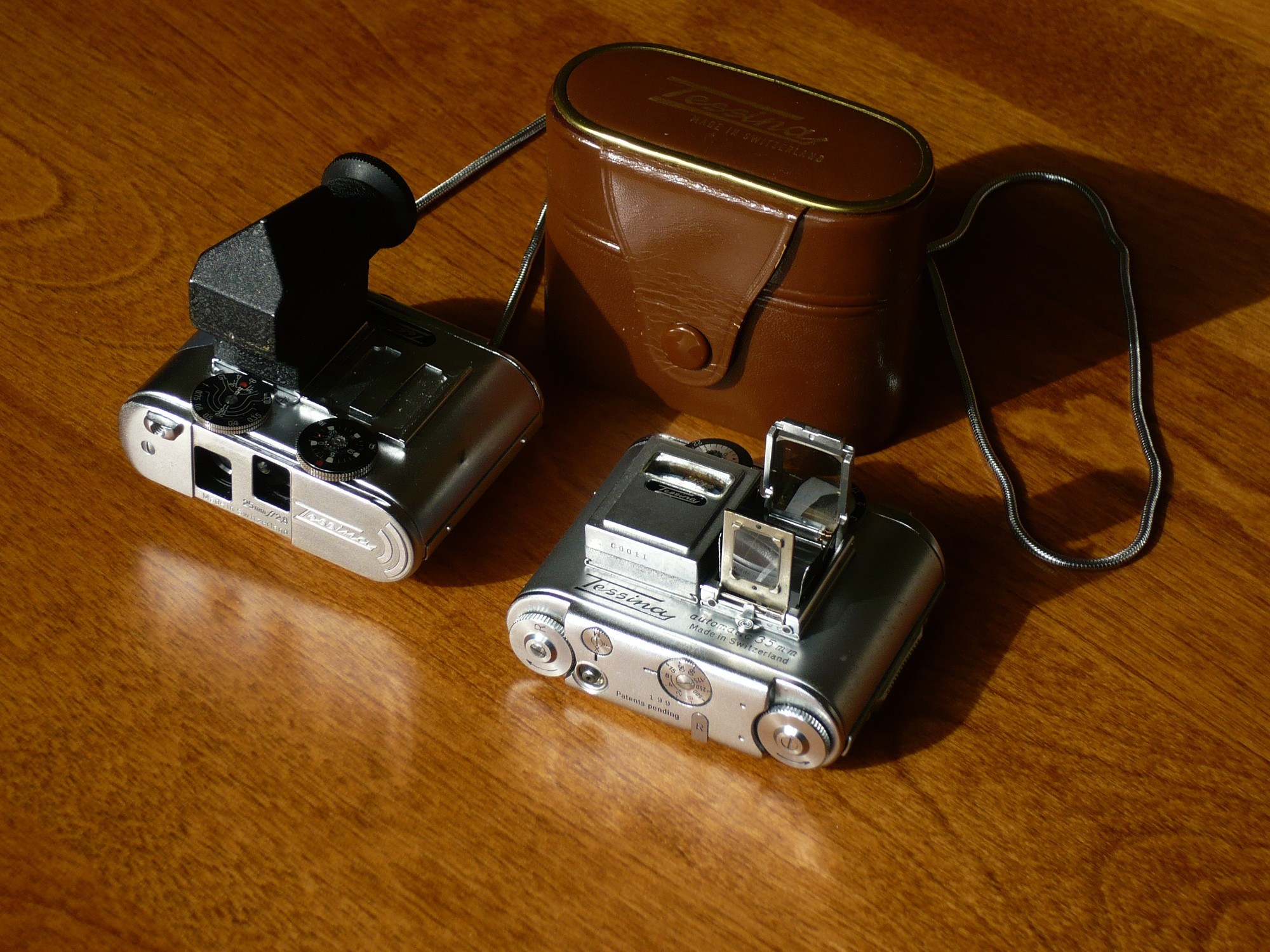
Двооб'єктивна дзеркальна мініатюрна фотокамера Tessina

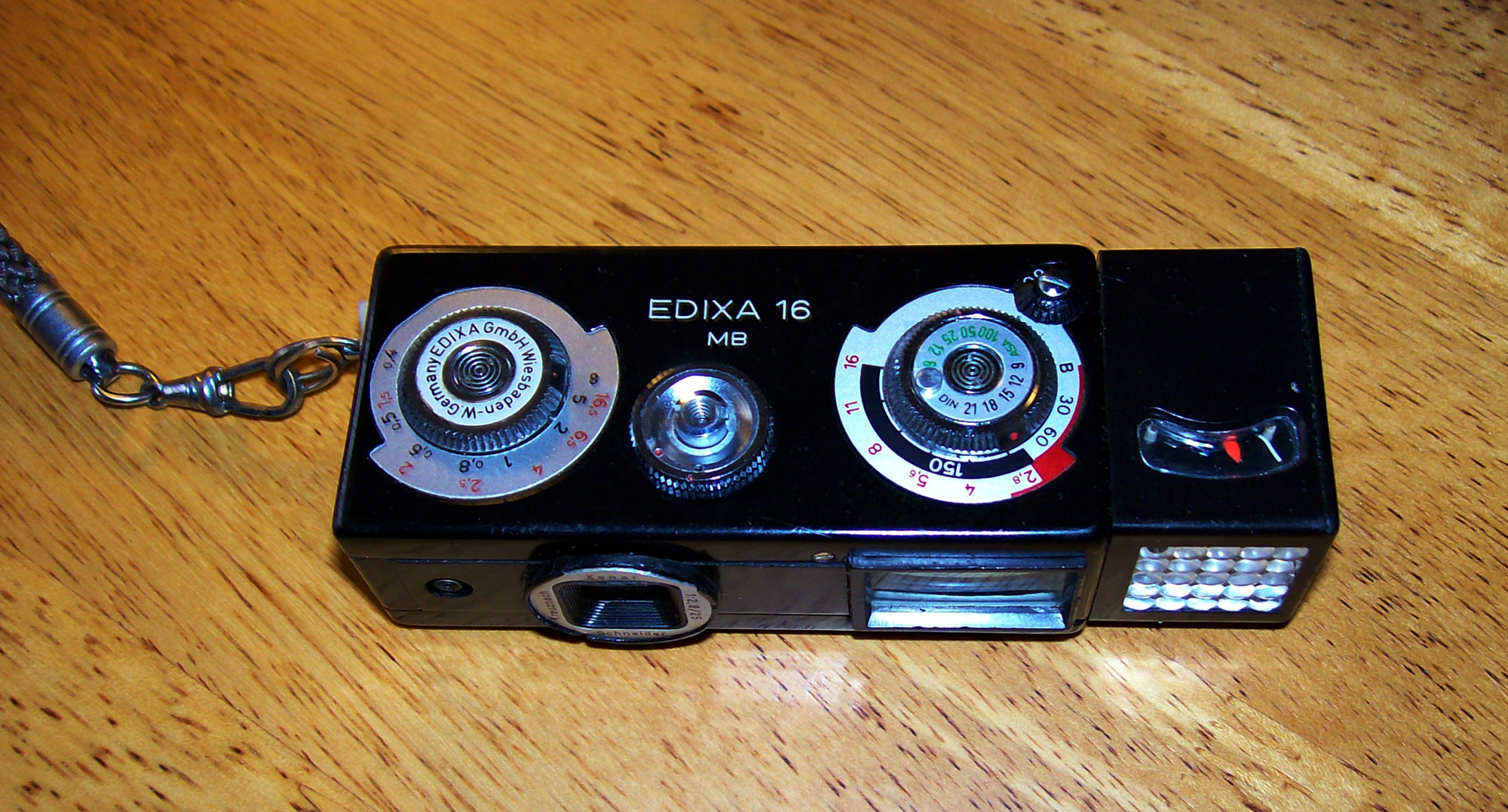
Фотокамера Edixa 16MB black

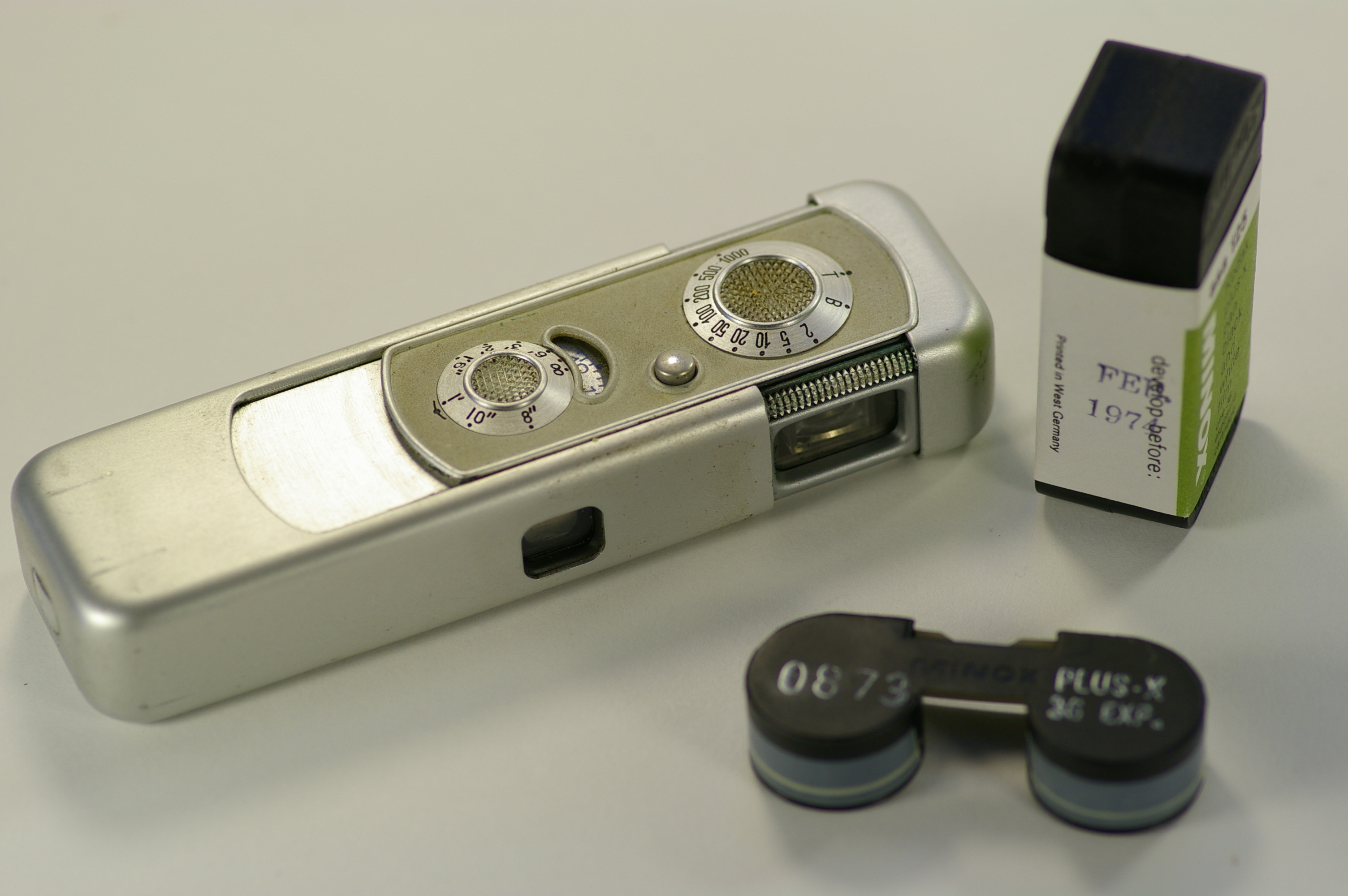
Фотокамера Minox IIIs із картриджем плівки Minox 8x11 мм

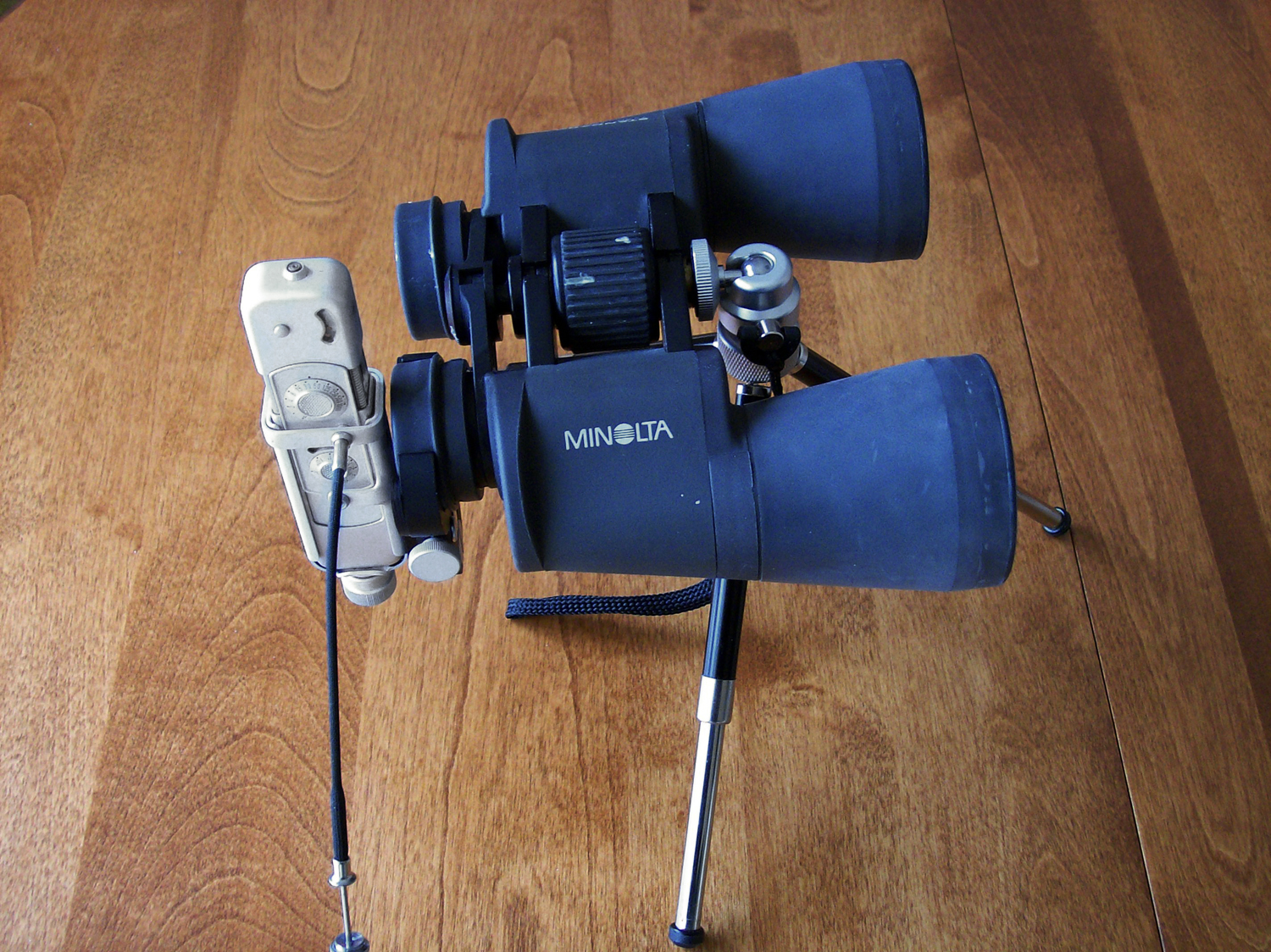
Minox BL із біноклем формату 8x35 для телефотозйомки

Субмініатюрна фотокамера — це фотокамера незвичайно малого розміру, для якої використовується незвично малий формат плівки. Субмініатюрна фотографія — це фотозйомка за допомогою таких мініатюрних камер. Вона відрізняється від мікрофотографії, при якій фотозйомка мікроскопічних об'єктів відбувається з використанням камер, які самі по собі не є особливо мініатюрними.:11
Термін «мініатюрна» початково використовувався для опису формату плівки 35 мм, тож фотозйомку (як і самі камери) стали називати «субмініатюрними». Найменші з таких камер називають «ультрамініатюрними». Задля уточнення термінології, до цього типу фотокамер зазвичай відносять всі камери, які продукують зображення на плівці формату меншого аніж стандартна плівка формату 135 (24×36 мм). Фотокамери у формі губної помади та інші невеличкі цифрові фотокамери не відносяться до субмініатюрних, оскільки вони не використовують плівки. Найменші субмініатюрні або ультрамініатюрні фотокамери, особливо Minox, асоціюються зі шпигунством.

## Типи
Існує багато субмініатюрних фотокамер. Спочатку Minox, пізніше — Tessina, GaMi, Rollei, Yashica, Mamiya, та Minolta — це найвідоміші виробники. Всі вони виготовляли невеличкі, акуратні камери, і лише деякі з них все ще виготовлялися у 2006 році. Але до 2011 року у виробництві залишалася лише модель Minox TLX. Діставати плівку та супутні матеріали для більшості субмініатюрних фотокамер — це важке завдання, оскільки вони більше не підтримуються. Більшість рішень вимагають власноручного обрізання фотоплівки до необхідного формату та пізнішого проявлення фотографій в домашніх умовах.
Найвідомішими субмініатюрними форматами є — у порядку зростання розміру — Minox (8×11 мм), Kodak disc (8×11 мм), 16 мм (10×14 мм), Super 16 мм (12×17 мм), плівка формату 110 (13×17 мм), Tessina (14×21 мм), половинний формат кадру 35 мм (18×24 мм), та Advanced Photo System (APS), різні аспектні відношення на плівці формату 24 мм. В той час як значна кількість субмініатюрних фотокамер були недорогими та не надто якісними (що погано позначалося на репутації самого формату), Minox, Tessina, Gami, Edixa, Rollei, Pentax та Minolta виготовляли якісні камери, спроможні робити хороші знімки, якість яких залишалася задовільною навіть після збільшення. Деякі з цих форматів, або нестандартні картриджі, в які вкладалася плівка невластивого їм кінематографічного формату, найкраще описуються як «спеціалізовані» (наприклад, Minox); половинний формат кадру 35 мм використовує стандартну 35-міліметрову плівку; такі фотокамери, як ті, що використовували формати 110 та дисковий, були спрямовані на масовий ринок.
Вперше з'явившись наприкінці XIX століття, часто в ролі прихованих камер, субмініатюрні фотокамери здобули популярність невдовзі після Другої світової війни, коли численні споживчі ринки потребували невеликих, недорогих камер. Модель Mini-flex Фрідріха Кафтанського була розроблена у 1931 році, і вийшла на ринок у 1933. Riga Minox Волтера Зеппа з'явилась у 1938 році.:14 Поява моделей формату 110 фірми Kodak у 1970-х, а також дискової фотокамери цієї ж фірми у 1980-х вивела продукцію субмініатюрних фотокамер на провідні позиції фотографічного ринку. Однак значна кількість дешевих, низькоякісних фотокамер, які вже невдовзі з'явилися на ринку, потіснили звідти продукцію фірми Kodak.
Різноманітні формати субмініатюрних камер виникали та зникали з плином років та появою все новіших форматів, які ставали заміною старим. На додаток до цього, велика кількість фотокамер більшого формату, особливо 35-міліметрових, ставали меншими за розміром та вагою — частково як реакція на споживацький попит на субмініатюрні фотокамери — і ставали спроможними стати заміною для деяких субмініатюрних форматів. Наприклад, повноформатні 35-міліметрові камери, такі як Minox 35 та Olympus XA, виготовлялися настільки ж малими, як і попередні субмініатюрні камери половинного формату, такі як Olympus Pen, для чого використовувалися середні ширококутні фіксовані об'єктиви, що дозволяло мінімізувати довжину основи об'єктива. Деякі субмініатюрні формати, такі як Minox та 110, продовжуються виготовлятись і дотепер. Що стосується інших фотокамер, виробництво аксесуарів до яких вже припинилося, то зазвичай вони все ще придатні до користування, якщо вдається десь роздобути фотоплівку того формату, який необхідний для них, а також якщо фотограф готовий самотужки виконати проявлення цієї фотоплівки.

## Техніка субмініатюрної фотозйомки
Фокусування
Процес фокусування у субмініатюрній фотокамері — такий же, як і в будь-якій іншій камері:
- Блокове фокусування: весь об'єктив переміщується вперед і назад по відношенню до площини світлочутливого сенсора: Minox B,C,LX,TLX; Edixa 16, Tessina. Minox 110, Monolta 16
- Фокусування за допомогою передньої лінзи об'єктива: Rollei 16, Rollei 110.
- Фіксований фокус, здійсненний при достатній глибині різко зображуваного простору в об'єктивах із короткою фокусною відстанню: Minox EC, Minox ECX.
- Внутрішнє фокусування не використовується.

Невеликий розмір камери та плівки вимагають використання об'єктива із короткою фокусною відстанню, а отже — великою глибиною різко зображуваного простору. Це певною мірою спрощує фокусування.

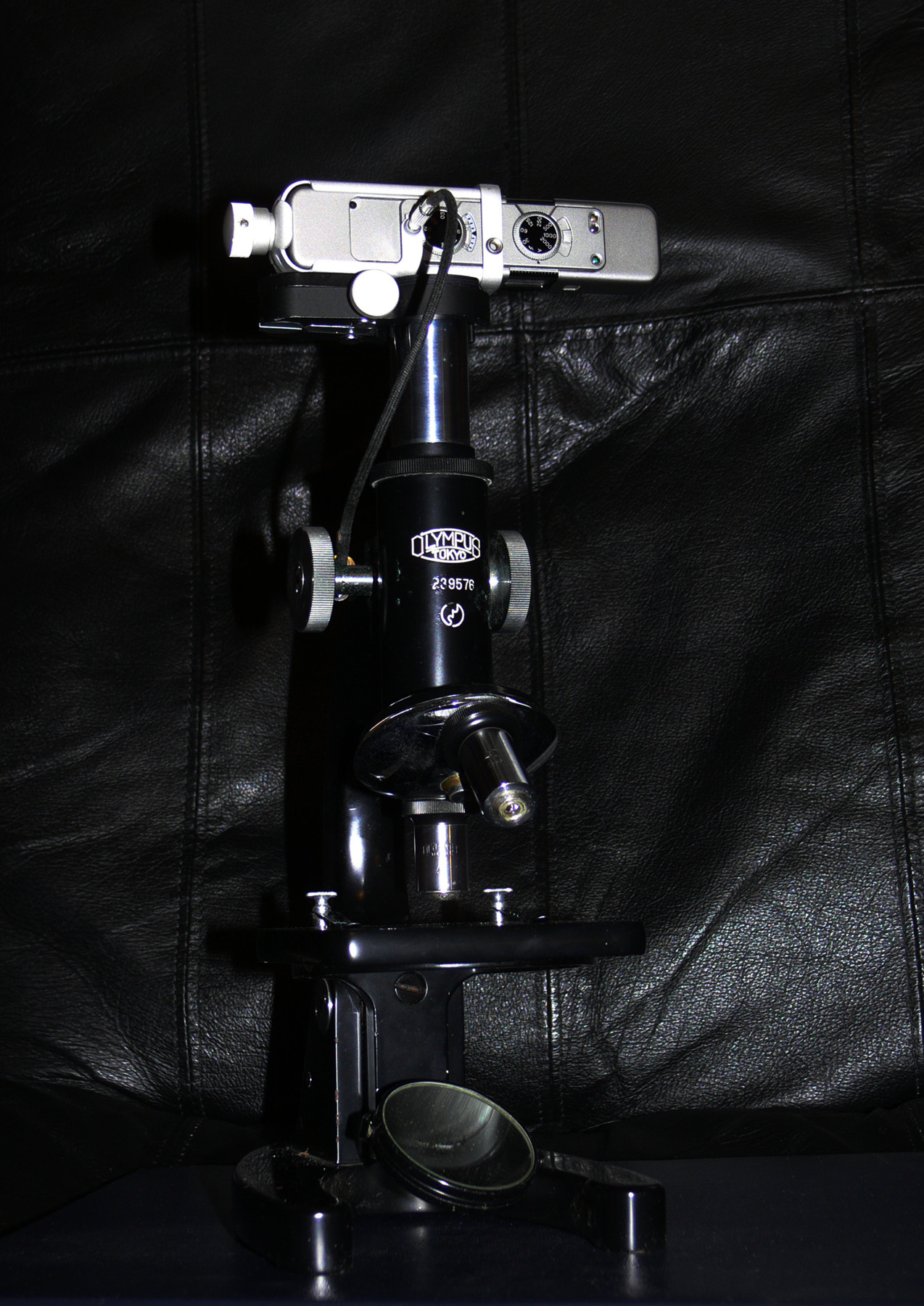
Minox TLX, прикріплений до мікроскопа із 400-кратним збільшенням

Найпростіші системи використовують об'єктиви із фіксованим фокусом при гіперфокальній відстані. Це дозволить робити знімки із прийнятною різкістю при відстані від безкінечності до декількох футів до площини (зазвичай від 5 до 8 футів — від 1.5 до 2.5 м). Така система використовується у більшості дешевих фотокамер. Складніші системи дають змогу використовувати різні види фокусування за допомогою рухомого диска або повзунка. Багато камер, які використовують таку систему, мають шкалу відстаней біля цього перемикача, або на ньому. Таким чином фотограф отримує змогу виставити фокусування відповідно до відстані до об'єкта фотозйомки. Більшість моделей Minox використовують цю систему.
Деякі субмініатюрні фотокамери мають ще й видошукач, наприклад Minox 110. Це, щоправда, збільшує розмір апарату. Автофокус, або ж TTL-фокусування не використовуються у субмініатюрних камерах, бо це теж може призвести до збільшення їх вимірів.
Макрофотографія
Субмініатюрні фотокамери — менш пристосовані до макрофотозйомки, аніж більші камери, однак порівняно велика глибина різко зображуваного простору при невеликій відстані до фотографованого об'єкта — це перевага таких фотокамер. Там, де існує потреба в прихованій фото- або відеозйомці — раніше використовувалися субмініатюрні фотокамери (зараз цю роль здатні виконувати і мініатюрні цифрові камери). Вони були широко відомі під терміном «шпигунські камери», адже одним із їхніх практичних застосувань було фотографування тексту документів. Камери Minox з цією метою випускалися із прикріпленим до них ланцюжком для вимірювання довжини, на якому були позначки, що відповідали певним відстаням — для допомоги при фокусуванні при таких невеликих відстанях.
Телеоб'єктиви

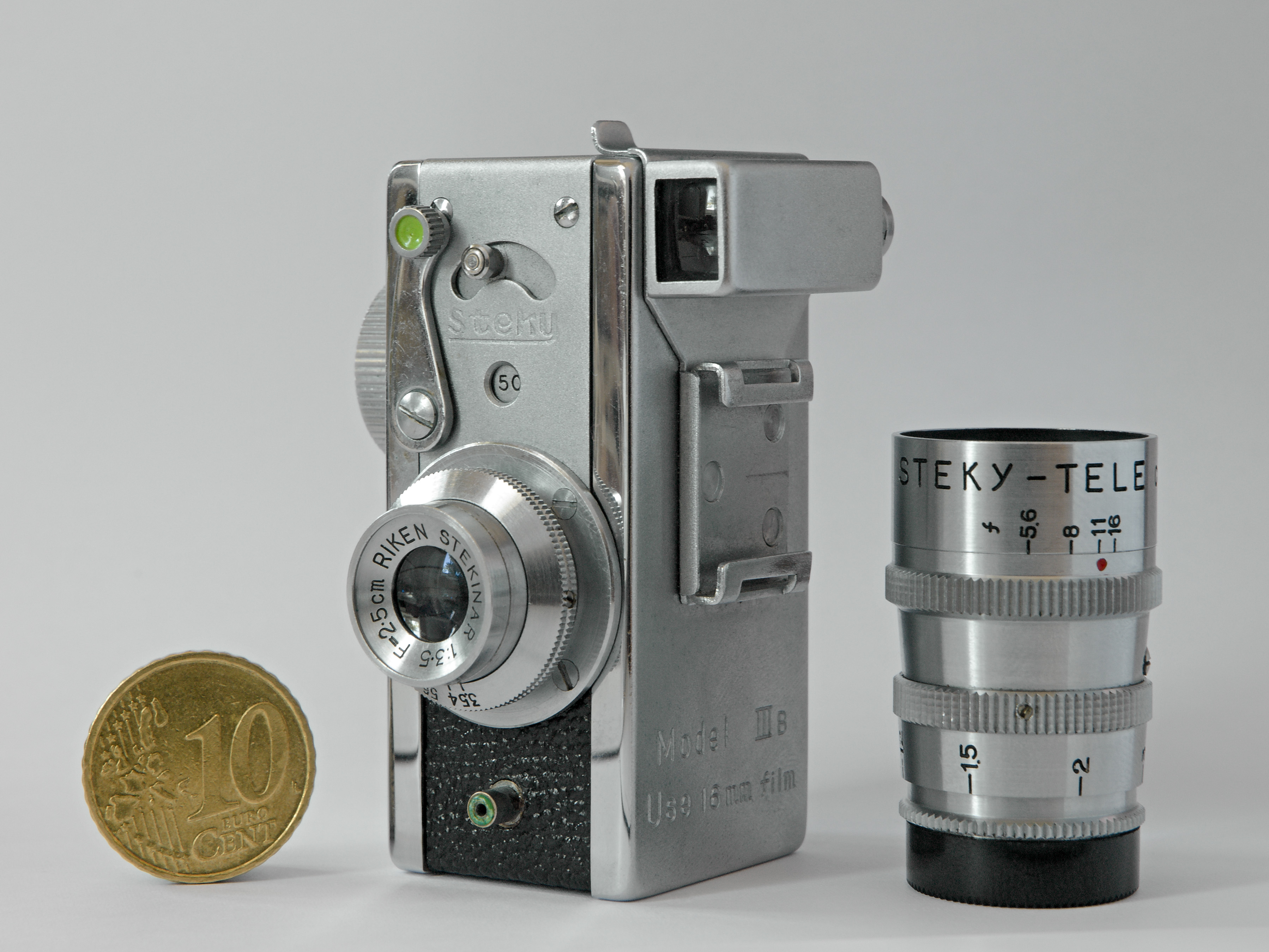
Steky III B із телеоб'єктивом

Дуже мала кількість субмініатюрних фотокамер мають можливість зміни об'єктива, що значно знижує переваги таких мініатюрних систем. Телеоб'єктиви для таких малих форматів навіть, по суті, не існують (за винятком хіба що об'єктивів для Steky та Gami). Були розроблені спеціальні пристосування, які давали змогу прикріпляти камери (найчастіше — моделі Minox) до телескопів або біноклів, але таким чином отримуються результати гіршої якості аніж ті, яких можна досягти за допомогою автентичної оптики для фотокамер.
Проявлення та збільшення
- Котушка Nikor або Jobo (16 мм) для проявлення фотоплівки
- Котушка Nikor 9.2 мм або Jobo 8x11 для проявлення фотоплівки
- Фотобачок Minox для проявлення плівки при денному освітленні

- Тримачі негативів 10×14 мм, 12×17 мм, 14×21 мм та 8×11 мм, використовуються із фотозбільшувачем 35 мм.
- Фотозбільшувач Minox із збільшувальним об'єктивом Micro-Minox (15 мм).